# Старе Поляшкі
Старе Поляшкі (пол. Stare Polaszki) — село в Польщі, у гміні Стара Кішева Косьцерського повіту Поморського воєводства.
Населення — 493 особи (2011).
У 1975-1998 роках село належало до Гданського воєводства.

## Демографія
Демографічна структура станом на 31 березня 2011 року:
|          | Загалом | Допрацездатний вік | Працездатний вік | Постпрацездатний вік |
| -------- | ------- | ------------------ | ---------------- | -------------------- |
| Чоловіки | 246     | 59                 | 168              | 19                   |
| Жінки    | 247     | 66                 | 144              | 37                   |
| Разом    | 493     | 125                | 312              | 56                   |